# Họ Cá bướm gai
Họ Cá bướm gai (danh pháp khoa học: Pomacanthidae) là một họ cá biển theo truyền thống nằm trong bộ Cá vược, nhưng sau đó đã được xếp ở vị trí incertae sedis trong nhánh Eupercaria. Họ này có tất cả 7 chi với tổng cộng 86 loài, được tìm thấy ở vùng biển nhiệt đới của cả ba đại dương là Ấn Độ Dương, Thái Bình Dương và Đại Tây Dương.

## Từ nguyên
Danh pháp khoa học của họ được ghép bởi hai từ trong tiếng Hy Lạp cổ đại: poma (πῶμα, "nắp") và akantha (άκανθα, "gai, ngạnh"), hàm ý đề cập đến ngạnh sắc trên nắp mang của tất cả các loài cá bướm gai.

## Mô tả chung

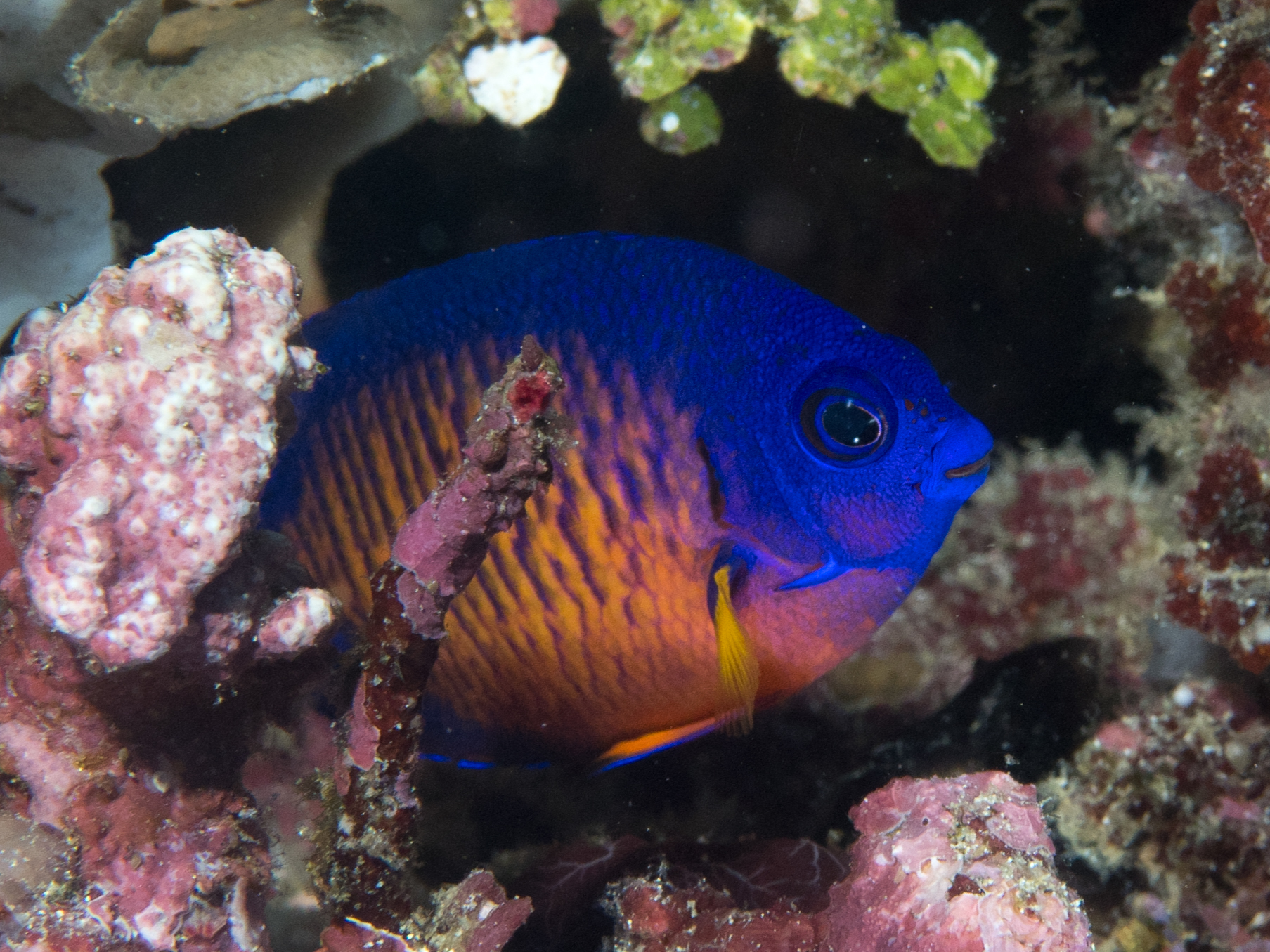
Centropyge bispinosa

Các thành viên của chi Centropyge có kích thước nhỏ nhất so với những chi còn lại trong họ. Chiều dài của Centropyge đa số không vượt quá 10 cm. Đây cũng là chi có số lượng loài đông nhất trong họ. Các loài thuộc các chi Pygoplites, Apolemichthys, Chaetodontoplus và Genicanthus có chiều dài dao động trong khoảng từ 15 đến 35 cm, trong khi các loài của chi Holacanthus và Pomacanthus có kích thước lớn hơn, dao động từ 30 đến 50 cm. Loài lớn nhất trong họ là Pomacanthus arcuatus với chiều dài cơ thể đạt đến 60 cm.
Các loài cá bướm gai có thân dẹt về phía sau, màu sắc tươi sáng và sặc sỡ, nhưng cũng có nhiều loài với màu sắc sẫm tối, như Centropyge nox có màu đen hoàn toàn. Cá bướm gai có họ hàng gần với họ Cá bướm, nhưng cá bướm gai có gai cứng ở mỗi bên nắp mang.
Một số loài trong chi Centropyge là loài mẫu để cá đuôi gai con Acanthurus pyroferus bắt chước kiểu màu, là Centropyge flavissima, Centropyge vrolikii hay Centropyge heraldi. Bên cạnh đó, một loài còn có thể có nhiều kiểu hình khác nhau tùy theo khu vực địa lý mà chúng sinh sống, như C. flavissima, Centropyge loricula hay Pygoplites diacanthus.
Holacanthus, Pomacanthus và Chaetodontoplus có sự khác biệt về hình thái giữa cá con và cá trưởng thành, đặc biệt là ở Chaetodontoplus và Pomacanthus. Trong khi đó, Genicanthus bao gồm tất cả những loài dị hình giới tính, tức cá đực và cá cái có sự khác biệt rõ rệt về hình thái. Centropyge cũng có một số loài là dị hình giới tính, nhưng không thể hiện rõ như Genicanthus.

## Sinh thái học

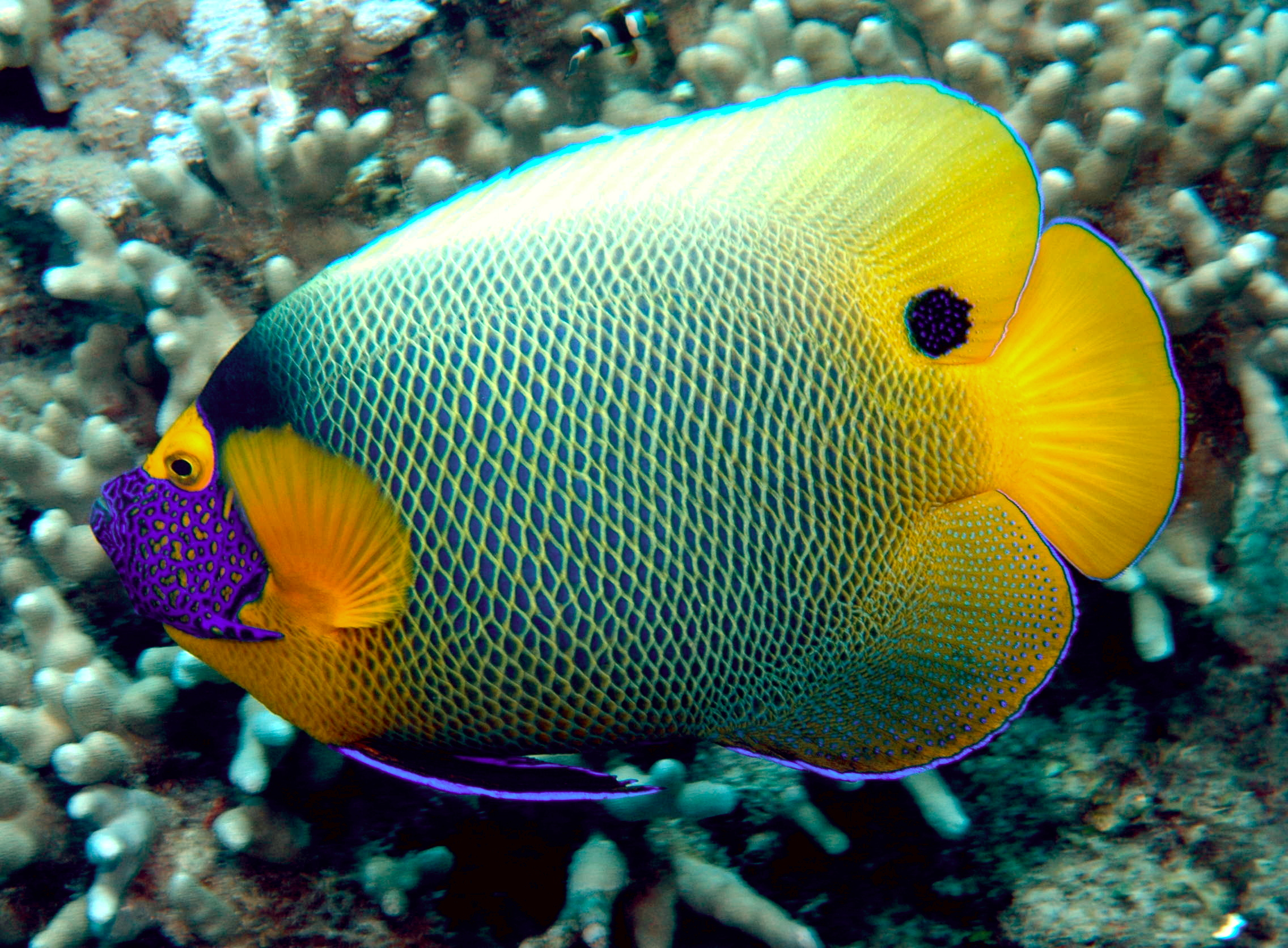
Pomacanthus xanthometopon

Holacanthus tricolor cùng hầu hết các loài Centropyge và Genicanthus là những loài lưỡng tính tiền nữ, tức cá cái có thể chuyển giới thành cá đực vào một thời điểm nào đó trong đời. Ngoài ra, chúng còn sống theo chế độ hậu cung, trong đó một con cá đực trưởng thành đứng đầu và thống trị một nhóm cá cái. Những chi còn lại có xu hướng sống theo cặp, nhưng Apolemichthys cũng thường được quan sát là hợp thành nhóm.
Trong một đàn, nếu cá đực biến mất, con cá cái lớn nhất đàn sẽ chuyển giới thành cá đực và tiếp quản hậu cung. Bên cạnh đó, có 4 loài cá bướm gai được biết là có thể chuyển đổi qua lại giữa giới tính đực và cái, đều thuộc chi Centropyge, là C. flavissima, Centropyge fisheri, Centropyge ferrugata và Centropyge acanthops.
Cá con của một số loài Pomacanthus còn có hành vi làm vệ sinh cho những loài cá lớn hơn, và được xem là những loài cá dọn vệ sinh. Pomacanthus imperator trưởng thành cũng được bắt gặp trong một lần đang dọn vệ sinh cho cá mặt trăng.
Ở Centropyge, thức ăn phổ biến của chúng là tảo và vụn hữu cơ, trong khi các chi còn lại ăn chủ yếu là hải miên (bọt biển), nhưng chúng cũng có thể ăn bổ sung cả tảo và động vật hình rêu, riêng Genicanthus còn ăn những động vật phù du và loài thuộc phân ngành Sống đuôi.

## Lai tạp

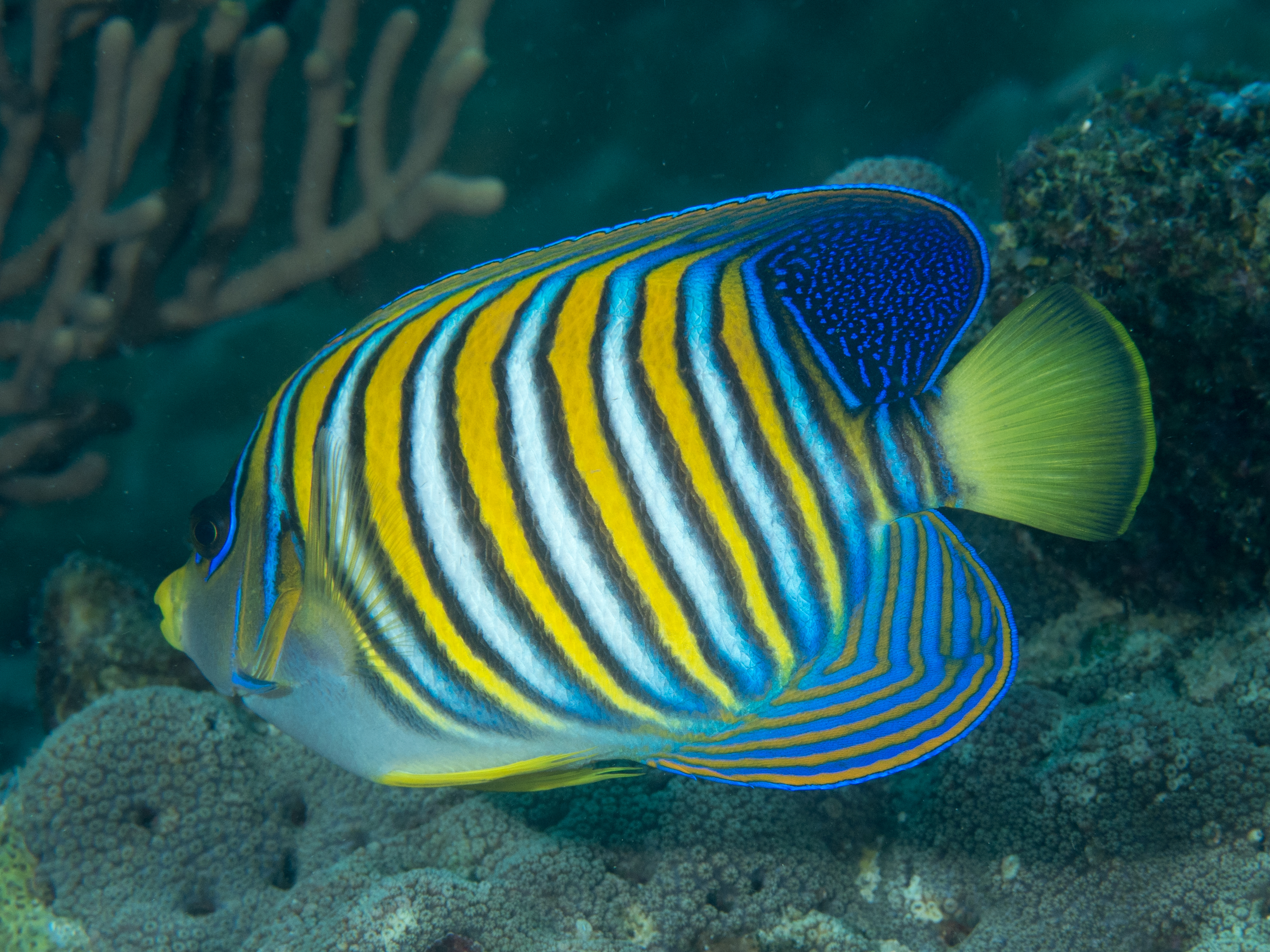
Pygoplites diacanthus

Ngoại trừ Pygoplites là chi đơn loài, các chi còn lại đều có những cặp loài lai tạp với nhau. Số lượng cá thể lai được ghi nhận ở cá bướm gai nhiều thứ hai trong số các loài cá biển, chỉ đứng sau họ Cá bướm.

## Các chi
Có 86 loài được xếp vào 7 chi, bao gồm:
- Apolemichthys (8 loài)
- Centropyge (35 loài)
- Chaetodontoplus (15 loài)
- Genicanthus (10 loài)
- Holacanthus (7 loài)
- Pomacanthus (13 loài)
- Pygoplites (1 loài)

### Trích dẫn
- J. E. Randall (1975). “A revision of the Indo-Pacific angelfish genus Genicanthus, with descriptions of three new species”. Bulletin of Marine Science. 25 (3): 393–421.
- Richard L. Pyle (2003). A systematic treatment of the reef-fish Family Pomacanthidae (Pisces: Perciformes) (PDF) (Tiến sĩ). Đại học Hawaii. Lưu trữ ngày 21 tháng 5 năm 2021 tại Wayback Machine
- Yvonne Sadovy de Mitcheson; Min Liu (2008). “Functional hermaphroditism in teleosts” (PDF). Fish and Fisheries. 9 (1): 1–43.Quản lý CS1: sử dụng tham số tác giả (liên kết)